# Parc botanique de Palanga
Le Parc botanique de Palanga (lituanien : Palangos botanikos parkas) est un jardin botanique et arboretum situé à Palanga en Lituanie.

## Histoire
« En 1897, à la demande du comte Tyszkiewicz, le paysagiste français Édouard André acclimate autour de ses plans d’eau des plantes de France et d’Allemagne. »

## Spécificités
- 18 km de chemins pour piétons et cyclistes
- 500 essences odorantes[3]

## Photos du parc botanique

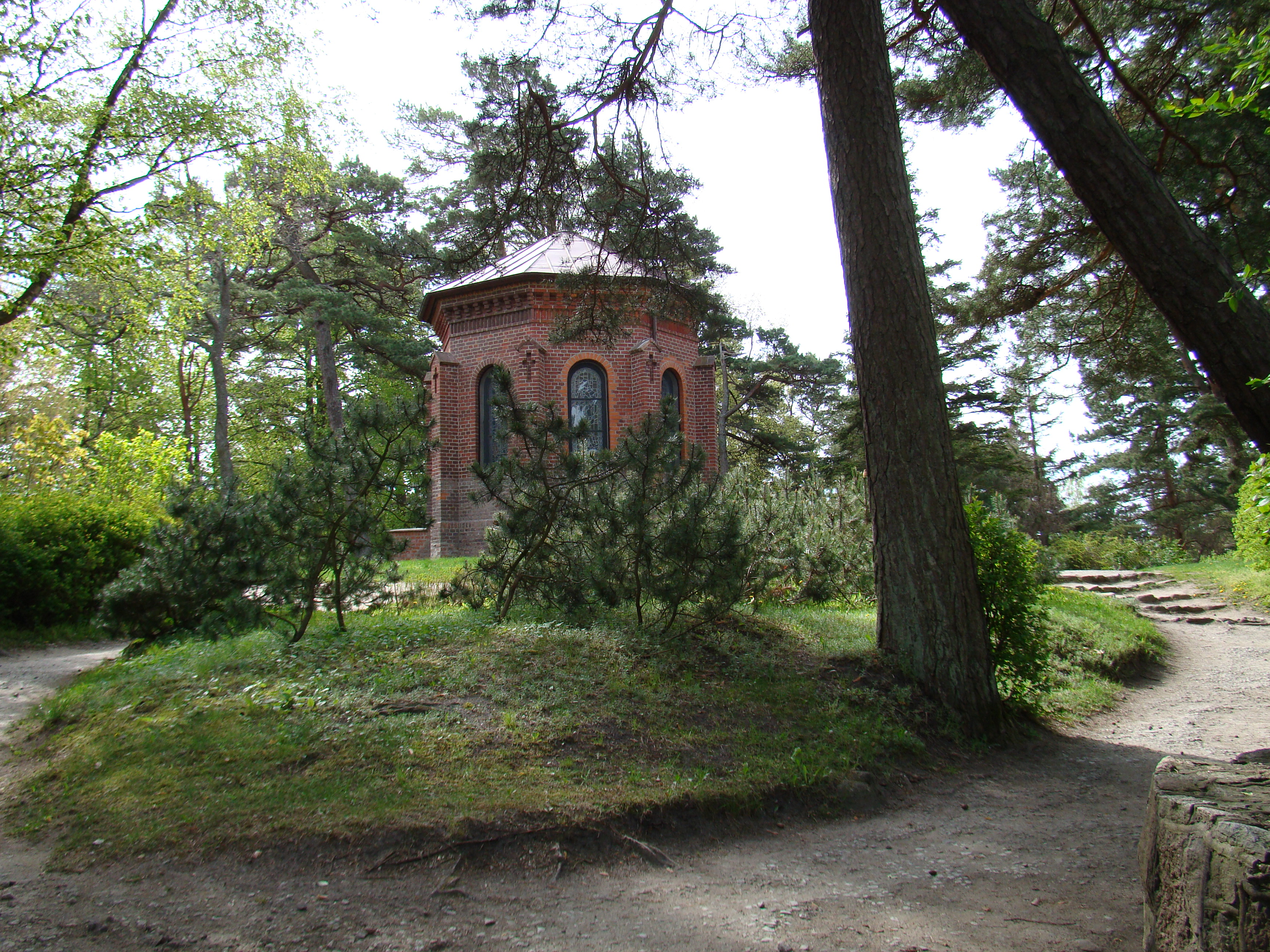
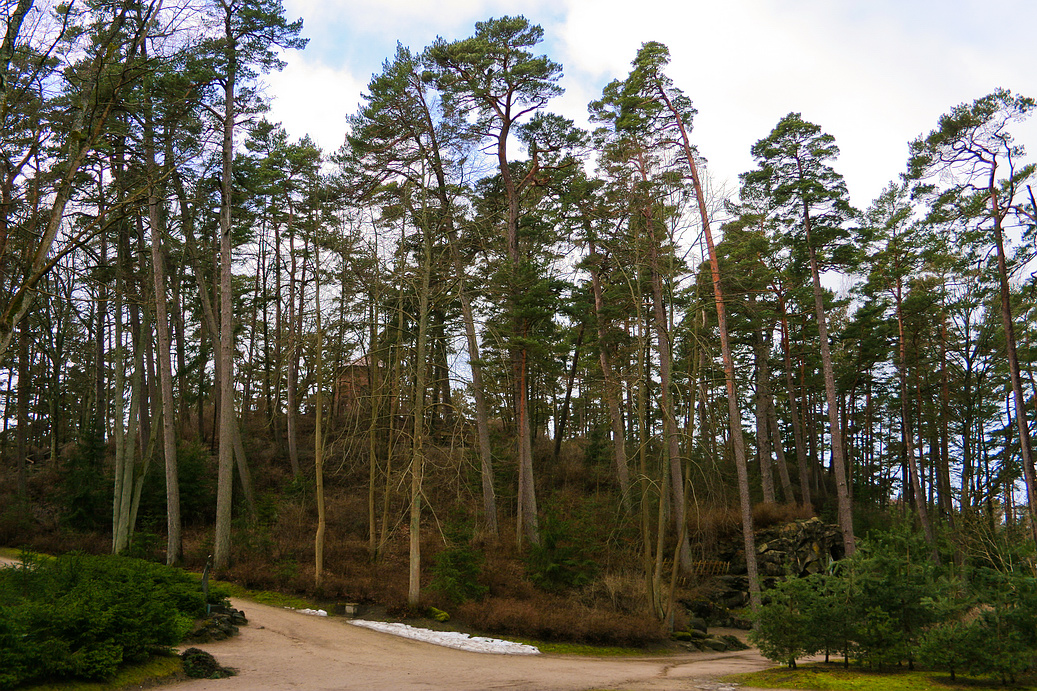
Eglė, la reine des serpents. Statue du parc botanique de Palanga. Sculpteur : Robertas Antinis

## Source de la traduction
- (lt) Cet article est partiellement ou en totalité issu de l’article de Wikipédia en lituanien intitulé « Palangos botanikos parkas » (voir la liste des auteurs).